# Новоборове
Новоборове́ — село в Україні, у Старобільській міській громаді Старобільського району Луганської області. Населення становить 309 осіб на 01.04.2018 року. Колишній орган місцевого самоврядування — Новоборівська сільська рада.
| Україна | Це незавершена стаття з географії України. Ви можете допомогти проєкту, виправивши або дописавши її. |